# Melicope erythrococca
Melicope erythrococca là một loài thực vật có hoa trong họ Cửu lý hương. Loài này được (F. Muell.) Benth. mô tả khoa học đầu tiên năm 1863.